# Випалювання корисних копалин
Випалювання корисних копалин — теплова обробка матеріалів (головно корисних копалин) або виробів з метою зміни (стабілізації) їх фазового та хімічного складу та/або підвищення міцності та щільності, зниження пористості.

## Випалення руди або рудних концентратів
Випалювання руди або рудних концентратів — операція підготовки рудних матеріалів до подальшого переділу (збагачення, грудкування, плавки), що здійснюється з метою зміни їх фізичних властивостей і хімічного складу, переведення корисних компонентів у форму, видалення домішок. Полягає в нагріванні до певної температури, що залежить від матеріалу, що обпалюється, і цілей випалу.

### Чорна металургія
- Магнетизуючий випал

У чорній металургії використовується магнетизуючий (зазвичай відновлювальний) випал залізняку, призначення якого — переведення оксидів заліза в магнітну форму для подальшого збагачення. Виготовляється в трубчастих (обертових) або шахтних печах, в печах киплячого шару. Окиснювальний випал служить видалення з руд вуглекислоти, карбонатів, гідратної вологи, сірки. Випал залізняку має обмежене промислове застосування.
Також у чорній металургії випал використовується для термічної обробки сирих котунів для їх зміцнення.

### Кольорова металургія
У кольоровій металургії розрізняють дистиляційний, окисний, окиснювально-відновний, кальцинуючий, сульфатизуючий, хлоруючий випали, іноді із застосуванням активних добавок; цілі цих видів випалів — відгін корисних компонентів у вигляді пароподібних продуктів, переведення їх в окисну форму, видалення вуглекислоти карбонатів, окислення сульфідів до сульфатів, утворення легко розчинних або летких хлоридів і т. ін. Для випалу руд кольорових металів використовуються печі різноманітних конструкцій — подові, трубчасті, печі киплячого шару та ін.

## Випалювання будівельних та в'яжучих матеріалів
Випалювання піддають також сировину, що йде на виробництво будівельних або в'яжучих матеріалів (наприклад, вогнетривкої глини, вапняку, цементної шихти), вогнетривку цеглу (шамотний, магнезитовий та ін), порцелянові та фаянсові вироби, емалі та фарби на посуді.
Ступінь випалу визначають, наприклад, з допомогою конусів Зегера.